# Lion-en-Beauce
Lion-en-Beauce is een gemeente in het Franse departement Loiret (regio Centre-Val de Loire) en telt 97 inwoners (1999). De plaats maakt deel uit van het arrondissement Orléans.

## Geografie
De oppervlakte van Lion-en-Beauce bedraagt 6,9 km², de bevolkingsdichtheid is 14,1 inwoners per km².
De onderstaande kaart toont de ligging van Lion-en-Beauce met de belangrijkste infrastructuur en aangrenzende gemeenten.

## Demografie
Onderstaande figuur toont het verloop van het inwonertal (bron: INSEE-tellingen).